# Die Luftgängerin
Die Luftgängerin ist der zweite Roman des Autors Robert Schneider. Er erschien 1998 und ist zugleich der zweite Roman von Schneiders  rheintalischer Trilogie.

## Inhalt
Die Luftgängerin behandelt vorgeblich das Leben der Maudi Latuhr, „des letzten Herzmenschen von Jacobsroth“. Tatsächlich aber präsentiert der Erzähler die Geschichten zahlreicher Personen aus dem Umfeld der Maudi Latuhr, dem fiktiven Vorarlberger Dorf Jakobsroth, von den frühen 1970er bis in die späten 1990er Jahre. Die persönlichen „Gekränktheiten“ der Personen entladen sich schließlich in einer „Engelsschlacht“. Während Maudi selbst nach diesem für das ganze Rheintal traumatischen Ereignis resigniert erscheint, reißt dasselbe Maudis Halbschwester Esther aus ihrer Lethargie und sie findet in New York ihre „Zwillingsseele“.

## Form
In einer Sprache geschrieben, die jene von Schlafes Bruder an Eklektizismen und Stilbrüchen übertrifft, ist Die Luftgängerin auf verschiedenen Ebenen mehr oder weniger deutlich gegliedert.
So ist der Text in unterschiedlich lange Abschnitte ohne Überschriften unterteilt. Am Rand einzelner Seiten finden sich darüber hinaus die „Titel“ Das Siebte, Das Achte, Lieben und Lassen, Das Neunte und Die Engelsschlacht, wobei sich Das Siebte, Das Achte und Das Neunte auf die 1970er, 1980er und 1990er Jahre bezieht.
Außerdem findet sich ein Rahmen, der das Leben der Maudi Latuhr bis zur „Engelsschlacht“ einschließt durch die – für die rheintalische Trilogie charakteristische – geringfügig variierte Wiederholung eines längeren Textabschnitts gekennzeichnet ist:

„In kimmerischer Silvesternacht auf die Marienruh zu wandern, innezuhalten und dort dem rheintalischen Menschen zuzusehen, wie er sein Jahr entläßt, ist ein merkwürdiges Erlebnis.“

Vergleiche dazu:

„In der Nacht größter Mutmaßungen auf die Marienruh zu wandern, innezuhalten und dort dem rheintalischen Menschen zuzusehen, wie er sein Jahr entläßt, das Jahrhundert, das Jahrtausend, ist ein merkwürdiges Erlebnis“

Die reihende Gliederung des übrigen Textes erfolgt teils nach chronologischen, teils nach assoziativen Gesichtspunkten. Teilweise werden außerdem Biografien in Binnenerzählungen eingeflochten. Der Wechsel von einer Szene zur nächsten wirkt oft sehr filmisch, was durch die Erwähnung von Musik noch verstärkt wird.

## Entstehung und Rezeption
Robert Schneider begann die Arbeit bald nach dem Erfolg seines ersten Romans Schlafes Bruder. Über den Inhalt des Werks machte er zu diesem Zeitpunkt Angaben, die aus späterer Perspektive eher irreführend erscheinen. Erst knapp vor Erscheinen von Die Luftgängerin bezeichnete er das Buch als zweiten Teil einer Trilogie.
Das Buch erschien schließlich Anfang 1998, die Veröffentlichung war auf ein starkes mediales Echo hin angelegt. Es erschienen dann auch zahlreiche Rezensionen, die allerdings zum überwiegenden Teil negativ waren. Dennoch verkaufte sich das Buch gut, konnte allerdings nicht an den Erfolg von Schlafes Bruder anknüpfen.

### Textausgaben
Die Luftgängerin. Blessing, München 1998, ISBN 3-89667-055-7.

### Sekundärliteratur
- Paul Konrad Kurz: Rheintaler Engel – Robert Schneiders Roman „Die Luftgängerin“, in: Orientierung 62 (1998) 250–252.
- Heidi Sottnik: Zur Rezeption von Robert Schneiders ersten beiden Romanen „Schlafes Bruder“ und „Die Luftgängerin“ im Feuilleton. Universität Wien, Wien 2000.
- Johanna Hötzmanseder: Trilogische Verbindungen in Robert Schneiders „Rheintalischer Trilogie“. Universität Wien, Wien 2005.
- Johannes Gerhard Hauer: Musik in der „rheintalischen Trilogie“ von Robert Schneider. Universität Wien, Wien 2007.